# Куранты (газета)
«Куранты» — московская общественно-политическая ежедневная газета. Издавалась с 1990 года по 1998 год. В первые месяцы своего существования выходила в свет один раз в неделю, в дальнейшем — 5 раз в неделю.

## История
В появлении и финансировании газеты, в создании её производственно-полиграфической базы решающая роль принадлежала тогдашнему председателю Моссовета Гавриилу Попову и его первому заместителю Сергею Станкевичу, а также депутату Моссовета Анатолию Панкову. Целью их было разрушение монополии партийно-советской печати, отличавшейся в то время постоянными нападками на московскую власть. Тогда Моссовет (одновременно с Верховным Советом РСФСР) был избран демократическим путём на выборах 1990 года и находился в принципиальной оппозиции к Кремлю и советскому режиму. Гавриил Попов был ближайшим сподвижником Бориса Ельцина (в ту пору — председателя Верховного Совета РСФСР). Оба они возглавляли Межрегиональную депутатскую группу.

### Руководство
Костяк редакции нового периодического издания составили выходцы из профсоюзной газеты «Труд», в частности: Анатолий Панков (главный редактор), Сергей Кифуряк и Татьяна Куликова (заместители главного редактора), Андрей Редькин (коммерческий директор), Михаил Комаровский (директор издательства), а также бывшие сотрудники газеты «Правда» Владимир Сомов (1-й зам. главного редактора)  В. Гончаров, редактор отдела промышленности.

### Начало
Первый номер газеты увидел свет 20 сентября 1990 года. Газета была отпечатана в формате А3, что тогда было в новинку для общественно-политических газет страны.

### Во время путча
В 1991 году (19—21 августа) во время путча ГКЧП «Курантам», как и большинству газет, был запрещён выпуск. Тем не менее коллектив на собственной полиграфической базе выпустил пять номеров - каждый тиражом по 999 экземпляров, что тогда по закону допускалось делать без регистрации. 7 октября 1993 г. указом президента России Б.Н. Ельцина был упразднён Моссовет, который являлся учредителем «Курантов». Учредителем газеты стал редакционно-издательский центр «Куранты», созданный коллективом самой редакции. В результате газета стала независимым изданием.

### Завершение деятельности
В этом качестве «Куранты» просуществовали вплоть до 1998 года, до августовского финансового кризиса — дефолта. В последний период своего существования газета вернулась к первоначальному, еженедельному, варианту выхода в свет — по причине финансовых трудностей и некоторое время выходила в цветном виде, а не в черно-белом. Эти же трудности (вкупе с ожесточившейся конкуренцией на рынке московских СМИ) и стали в конечном итоге одной из причин прекращения выхода газеты в свет.